# Meyer Bosman
Hendrik Meyer Bosman, född 19 april 1985 i Bethlehem, Fristatsprovinsen, Sydafrika, är en sydafrikansk rugbypelare. Han spelar uthalva for Stade Français i den franske Top 14-liga.